# Petro Porošenko
Petro Oleksijovyč Porošenko (ukr. Петро́ Олексі́йович Пороше́нко), (Bolhrad, 26. rujna 1965.) bio je peti predsjednik Ukrajine.
Porošenko je rođen u gradu Bolhradu u Odeškoj oblasti, a mladost je proveo u Vinnicji i Moldaviji. Potječe iz ukrajinsko-židovske obitelji, po vjeroispovjesti je pravoslavac.
Godine 1989. Porošenko je diplomiraona Pravnom fakultetu na Državnom sveučilištu u Kijevu. Godine 1984. oženio je kijevljanku Marynu Perevedencevu, njihov prvi sin Oleksij rođen je 1985.,  blizanke Jevhenija i Oleksandra rođene su 2000. i sin Mykhajlo rođen 2001.  Od 1989. do 1992., bio je asistent na sveučilištu. Za vrijeme Sovjetskog Saveza počeo je uvoziti zrna kakaa u zemlju 1991. godine. Godine 1993. Porošenko je zajedno sa svojim ocem Oleksijem i prijateljima, stvorio tvrtku UkrPromInvest specijaliziranu za slastice (a kasnije i druge proizvode) i automobilsku industriju. Između 1996. i 1998., UkrPromInvest je stekao kontrolu nad nekoliko državnih konditorskih poduzeća, te je 1996. stvoren Roshen, najveći proizvodni pogon u Ukrajini. Njegov poslovni uspjeh u konditorskoj industriji donio mu je nadimak "Kralj čokolade". Osim Roshena Porošenko je vlasnik i televizijskog kanala, brodogradillišta te poduzeća povezanih s automobilima.
Tijekom prosvjeda na Euromajdanu između studenog 2013. i veljače 2014. Porošenko je aktivno podupira prosvjed, uključujući i financijsku potporu. To je dovelo do uzleta njegove popularnosti. U predizbornim anketama u ožujka 2014. Porošenko je imao najveću podrške od svih potencijalnih kandidata. Dana 29. ožujka je izjavio da će se kandidirati za predsjednika, u isto vrijeme Vitalij Kličko je objavio da se neće kandidirati za predsjednika te da će podržati Porošenka.
Predsjednički izbori održani su 25. svibnja 2014. Porošenko je pobijedio na izborima s 54,7 % glasova. Njegov najbliži konkurent je bila Julija Timošenko, koja je osvojila 12,81 % glasova. Porošenko je dobio apsolutnu većinu u prvom krugu, te drugi krug nije bio potreban. 
Nakon pobjede Porošenko je najavio da će mu prvo predsjedničko putovanje biti u Donbas, gdje su naoružani pro-ruski pobunjenici proglasili separatističke republike. Također je obećao da će nastaviti s vojnim operacijama ukrajinskih vladinih snaga protiv separatista. Zalaže se za ulaženje Ukrajine u Europsku uniju. Europska unija i Ukrajina potpisale su gospodarski dio Sporazuma o pridruživanju 27. lipnja 2014.

## Vanjske poveznice
1. ↑  Petro Poroshenko Net Worth. The Richest. Inačica izvorne stranice arhivirana 22. kolovoza 2013. Pristupljeno 26. ožujka 2014.
2. ↑  Poroshenko, President of Ukraine, Centre for Eastern Studies (28 May 2014)
Events by themes: Poroshenko family, UNIAN
3. ↑  Klitschko will run for mayor of Kyiv. Interfax-Ukraine. 29. ožujka 2014. Inačica izvorne stranice arhivirana 1. prosinca 2008. Pristupljeno 29. ožujka 2014.
4. ↑  Poroshenko wins presidential election with 54.7 % of vote - CEC. Interfax-Ukraine. 29. ožujka 2014. Inačica izvorne stranice arhivirana 29. svibnja 2014. Pristupljeno 17. rujna 2014.
5. ↑  Ukraine crisis timeline. BBC News Online. Inačica izvorne stranice arhivirana 27. svibnja 2014. Pristupljeno 29. ožujka 2014.

- Službena stranica predsjednika Ukrajine
- Službena stranica na Facebook
- Službena stranica na Twitter
- Službena stranica na YouTube
- Službena stranica na Google+[neaktivna poveznica]
- Službena stranica na Vkontakte
- Euromajdan izviješće